# ایمی وینسنت
ایمی وینسنت (انگلیسی: Amy Vincent؛ زادهٔ ۱۹۵۹) یک فیلم‌بردار اهل ایالات متحده آمریکا است.
وی در سال ۲۰۰۵، جایزه ویژه داوران برای فیلمبرداری در جشنواره فیلم ساندنس را برای فیلم شتاب و طغیان دریافت کرد.

## فیلم شناسی
| سال  | عنوان فیلم                            | نقش       | توضیح                                |
| ---- | ------------------------------------- | --------- | ------------------------------------ |
| ۲۰۱۴ | یک میلیون راه برای مردن در غرب        |           |                                      |
| ۲۰۱۱ | آدم‌ربایی                              |           |                                      |
| ۲۰۱۱ | آزاد                                  |           | بازسازی فیلمی با همین نام محصول ۱۹۸۴ |
| ۲۰۱۱ | نگهبان باغ‌وحش                         |           |                                      |
| ۲۰۱۰ | خروج                                  |           |                                      |
| ۲۰۰۷ | زندگی خوب                             |           |                                      |
| ۲۰۰۷ | آقای بروکس                            |           |                                      |
| ۲۰۰۵ | افسونگر                               |           |                                      |
| ۲۰۰۵ | Black Snake Moan                      |           |                                      |
| ۲۰۰۴ | سرگذشت ناگوار، داستان‌های لمونی اسنیکت |           |                                      |
| ۲۰۰۴ | قلب من هاکبی                          |           |                                      |
| ۲۰۰۴ | خانهٔ فوبیا                            |           | با نام مستعار Freshman Orientation   |
| ۲۰۰۱ | ولنتاین غارنشین                       |           | با نام مستعار The Sign of the Killer |
| ۲۰۰۰ | قوم و خویش                            |           |                                      |
| ۲۰۰۰ | آهنگ آزادی                            | تلویزیونی |                                      |
| ۲۰۰۰ | مسیر داغ گذشته                        |           |                                      |
| ۱۹۹۹ | قدم زدن در مصر                        |           | با نام مستعار Leading with Her Heart |
| ۱۹۹۹ | تنگناشکن                              |           |                                      |
| ۱۹۹۸ | برخی دختران                           |           | با نام مستعار Girl Talk / Men        |
| ۱۹۹۸ | دکتر هوگو                             |           |                                      |
| ۱۹۹۷ | جویبار ایو                            |           |                                      |
| ۱۹۹۵ | طرفداریِ حزب                           |           |                                      |
| ۱۹۹۵ | سواری صبحگاه سه‌شنبه                   |           |                                      |
| ۱۹۹۵ | اتاق حیوانات                          |           |                                      |
| ۱۹۹۴ | مرگ در ونیز                           |           |                                      |
| ۱۹۹۴ | Two Over Easy                         |           |                                      |